# The Kovenant
The Kovenant este o formație norvegiană de metal electronic / industrial formată înființată în Hamar în 1992, sub numele de Covenant. La început, formația producea melodic black metal, înainte de a trece la genul muzical actual. Trupa a fost obligat să își schimbe numele din cauza faptului că o trupă suedeză de EBM deținea drepturile asupra acestui nume. Animatronic a fost primul lor album lansat sub numele de The Kovenant.
Trupa a câștigat de două pro premiul Spellemann la categoria hard rock. Prima dată pentru albumul Nexus Polaris în 1998, când încă se numea Covenant. Pentru albumul Animatronic au primit premiul Spellemann în 1999.
Amund Bye Svensson (născut în 1978), cunoscut și sub numele de Pzy-clone și Psy Coma, este chitaristul și compozitorul trupei The Kovenant. El a contribuit, de asemenea, la cele două albume de studio ale trupei Troll, The Last Predators și Universal.

## Discografie
- From The Storm of Shadows, demo 1994
- Promo 1995, demo 1995
- In Times Before the Light, album din 1996
- Nexus Polaris, album din 1998
- Animatronic, album din 1999
- In Times Before the Light (Remix), album din 2002
- S.E.T.I. Club EP, EP 2003
- S.E.T.I., album din 2003
- Aria Galactica, album din 2007